# Palazzo ENEL
Il palazzo ENEL è un edificio di Cagliari, sede regionale dell'omonima azienda, oggi considerato uno dei simboli della città stessa. Attualmente è sede dell'Enel (torre) e della società Terna spa, gestrice della rete elettrica nazionale ad alta tensione (corpo basso).

## Storia
A seguito della distruzione, avvenuta nel 1943, della centrale elettrica della Società Elettrica Sarda (SES) (edificio situato a fianco di palazzo Tirso, costruito negli anni venti e tuttora sussistente, e allora sede principale della stessa società), si decide di costruire un grattacielo, il più alto dell'isola negli anni sessanta.
Dopo aver ricevuto la deroga del piano urbanistico da parte del comune, che autorizzò questo progetto, insieme a quello del palazzo del Banco di Roma in piazza Yenne, per il suo valore simbolico della rinascita dopo la guerra, la Società elettrica sarda affida nel 1947 il progetto a Gigi Ghò, architetto milanese che aveva già lavorato con Gio Ponti. L'edificio viene inaugurato nel 1961, in occasione dei cinquant'anni di attività della società.
Tuttavia l'anno seguente segna già il cambio di proprietà, con la nazionalizzazione della distribuzione dell'energia e il passaggio all'Enel.

## Architettura
L'edificio è composto da un corpo basso prospettante su viale Diaz, sulla cui facciata è ospitato un bassorilievo di Eugenio Tavolara, e una torre prospettante su via Roma. La facciata continua su via Roma si caratterizza per l'uso di una intelaiatura in cemento armato che contrasta con la parete cieca rivestita in kindler turchese smaltato del lato della torre che dà su viale Diaz.
L'architettura dell'edificio all'epoca provocò un acceso dibattito, in quanto diversa da quella del resto di via Roma, per lo più ispirata allo stile liberty.
Nel 2012 ha avuto luogo la ristrutturazione del corpo basso dell'edificio prospettante la via Pirastu a cura della società proprietaria Terna spa. Anche il bassorilievo di Eugenio Tavolara è stato restaurato a cura del MiBAC.
Nel 2017 è stata effettuata una ristrutturazione che comprende tutte le sue parti..